# Desert-Nationalpark
Der Desert-Nationalpark (Hindi मरुभूमि राष्ट्रीय उद्यान, Wüstennationalpark) befindet sich im indischen Bundesstaat Rajasthan in der Nähe der Städte Jaisalmer und Barmer. Das Schutzgebiet dient dem Erhalt der Thar-Wüste, auch bekannt als Große Indische Wüste. Die Thar ist das einzige Areal ihrer Art auf dem indischen Subkontinent. Aufgrund dessen ist sie Teil der WWF-Ökoregionen, die besonderen Schutz verdienen. Besondere Bedeutung hat der Park zudem für den Erhalt des vom Aussterben bedrohten Bengalgeiers.

## Geschichte
Planungen der indischen Regierung zur Ausweisung eines Schutzgebietes in der Wüste Thar begannen in den 1970er Jahren. 1981 wurde sich für ein geeignetes, ausreichend dünn besiedeltes Gebiet entschieden. Das Schutzgebiet wurde 1984 als Wildreservat ausgewiesen, mit dem Ziel einer schrittweisen Aufwertung zu einem Nationalpark. Der Desert-Nationalpark wurde schließlich 1992 eingerichtet. Neben diesem gibt es noch zwei weitere Schutzgebiete in der Thar: das Tal-Chhapar- und das Gajner-Wildreservat. 2009 wurde der Desert-Nationalpark auf die Tentativliste Indiens zum UNESCO-Welterbe gesetzt.

## Geographie

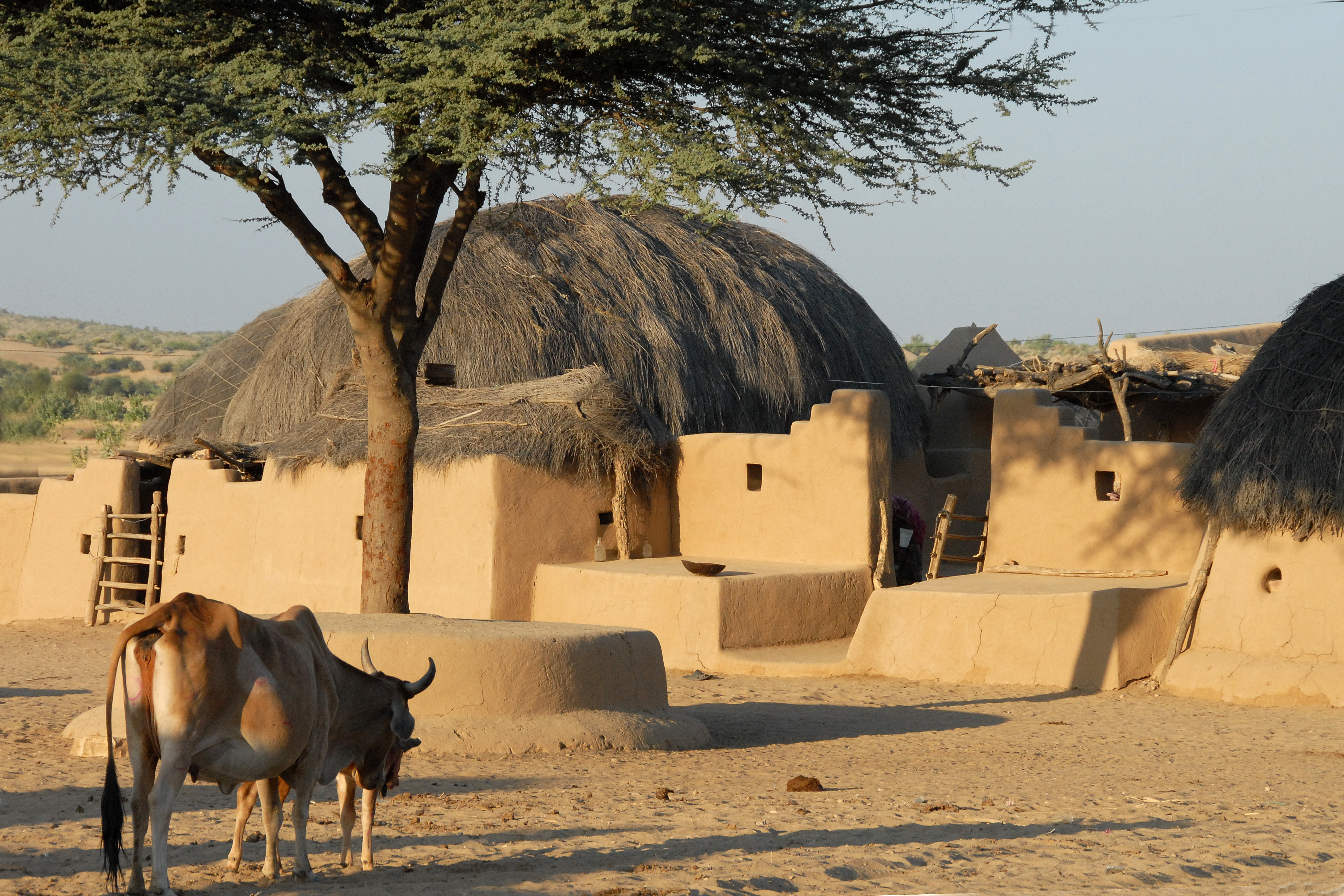
Dhani im Nationalpark

Der Nationalpark hat eine Gesamtfläche von 3162 km² und eine in Nord-Süd-Richtung langgestreckte Form. Ein Anteil von 1900 km² befindet sich im Distrikt Jaisalmer und die restlichen 1262 km² südlich davon im Distrikt Barmer. Der Park hat eine niedrige Höhenlage von etwa 210 bis 320 m innerhalb des Distrikts Jaisalmer. Die Thar ist die mit 83 Personen pro Quadratkilometer am dichtesten besiedelte Wüste der Welt. Im Desert-Nationalpark liegt die Bevölkerungsdichte dagegen bei etwa 4 bis 5 Personen pro Quadratkilometer. Insgesamt finden sich über 70 Dörfer und Siedlungen (Dhanis) im Parkgebiet.
Die Landschaft im Nationalpark ist karg mit einigen Sanddünen und Hügeln in der nordwestlichen Region. Insgesamt finden sich auf weniger als 20 % der Fläche Sanddünen. Von Khuri bis Sam ist das Gelände kiesig und felsig mit vereinzelten Erhebungen.
Die Thar ist die trockenste Region Indiens. Die Gesamtniederschläge reichen dort von etwa 150 mm pro Jahr im äußersten Westen bis 400 mm pro Jahr im Osten, jedoch können einzelne Jahre stark variieren und auch mehrjährige Dürren sind nicht selten. Von den Niederschlägen fallen 85 Prozent während des Monsuns im Juli bis September. Im März bis Juni treten oft Sandstürme auf. Die Temperaturen sind im Juni am höchsten und im Januar am niedrigsten. Sie variieren zwischen 2 und 48 °C.

## Flora

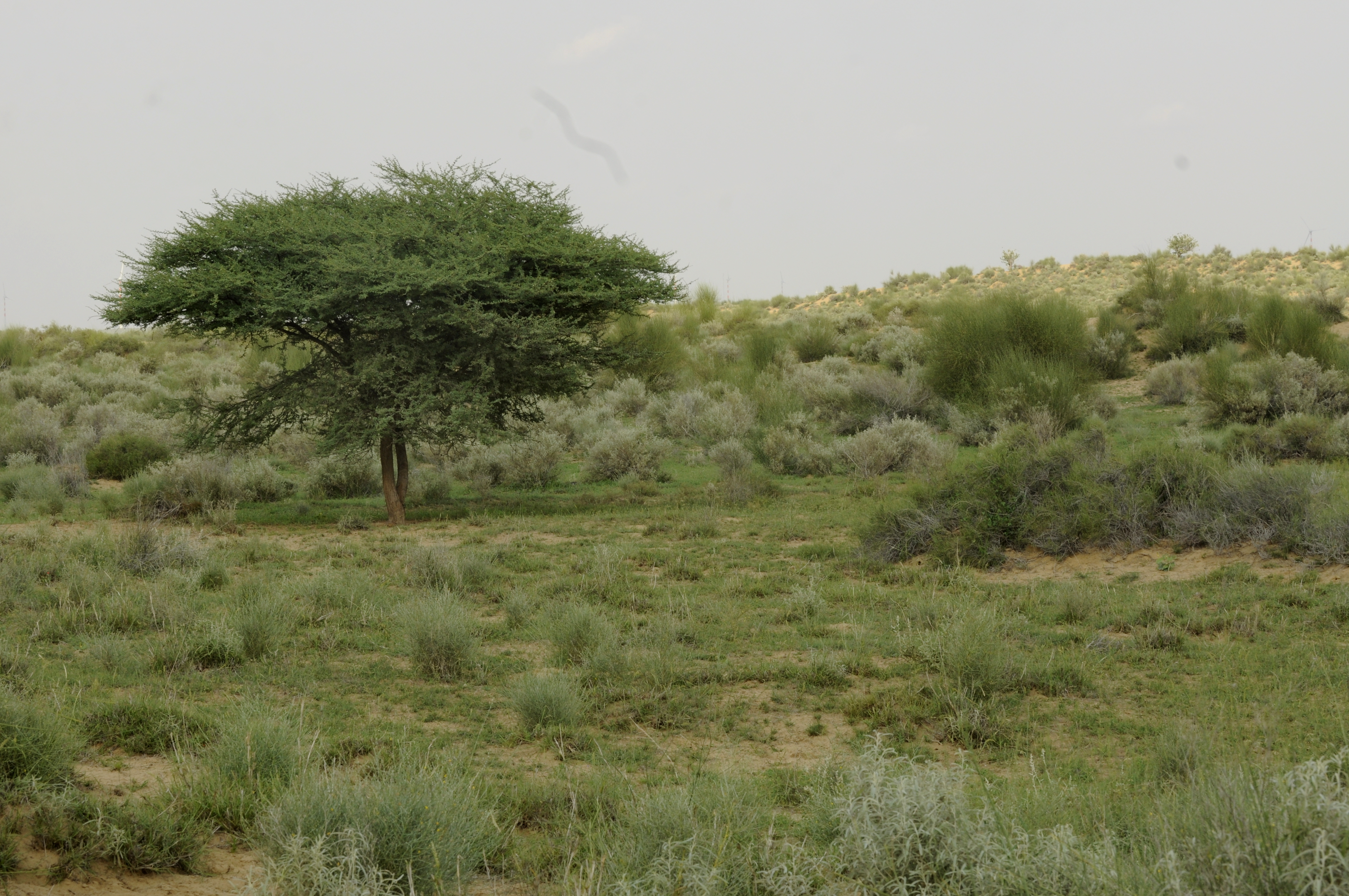
Ein Ort im Nationalpark mit dichterer Vegetation

Die Thar ist eine Sandwüste, die zahlreiche dünn bewachsene Dünen aufweist.
Die spärliche Flora umfasst Arten aus 48 verschiedenen Familien. Häufig vorkommende Baumarten sind Prosopis cineraria, der lokal Khejri genannt wird, und die Arabische Gummi-Akazie. Weitere vorkommende Pflanzen sind beispielsweise das Balsambaumgewächs Commiphora wightii, das Spargelgewächs Dipcadi erythraem, die Meerträubelart Ephedra foliata, das Seidenpflanzengewächs Glossonema varians, Limeum indicum, das Trompetenbaumgewächs Tecomella undulata ssp. brachystachyus, Moringa concanensis, Rhynchosia, das Windengewächs Seddera latifolia, das Mittagsblumengewächs Sesuvium sesuvioides, die Schmetterlingsblütlerart Tephrosia falciformis, der Erd-Burzeldorn und das Kreuzdorngewächs Ziziphus truncate.

## Fauna
Zur Tierwelt des Desert-Nationalparks zählen 60 Säugetier-, 8 Amphibien-, 51 Reptilien- und über 100 Vogelarten.
Unter den größeren Säugetieren am häufigsten anzutreffen ist die Indische Gazelle, die im gesamten Parkgebiet vorkommt. Auch Nilgauantilopen werden vermehrt gesichtet. Zu den Raubtieren im Park zählen die Asiatische Wildkatze, der Bengal- und Rotfuchs (Unterart Vulpes vulpes pusilla) sowie der Goldschakal. Weitere vorkommende Säugetiere sind der Eigentliche Langohrigel, der Schwarznackenhase (Unterart Lepus nigricollis dayanus) und die Indische Haarfuß-Rennmaus (Gerbillus gleadowi).
In der Thar endemisch, d. h. ausschließlich dort verbreitet, sind unter anderem die Agamenart Bufoniceps laungwalaensis und die Natternart Lytorhynchus paradoxus. Nennenswerte weitere Reptilien sind zudem die Dornschwanzagamenart Uromastyx hardwickii, die Geckoarten Tropiocolotes persicus und Hemidactylus persicus, der Wüsten- und Bengalenwaran, die Skinkart Ophiomorus tridactylus, die Kettenviper und die Unterart Echis carinatus sochureki der Gemeinen Sandrasselotter.
BirdLife International listet den Park als Important Bird Area („wichtiges Vogelgebiet“). Besonders bedeutend ist das Schutzgebiet für den vom Aussterben bedrohten Bengalgeier. In den 1980ern lag der Bestand im Park bei 200 bis 400 Tieren, inzwischen sind es nur noch etwa 100 Bengalgeier. Weitere vorkommende Vogelarten, die als gefährdet eingestuft werden, sind der Olivastrild, das Wüstenbraunkehlchen (Saxicola macrorhynchus) und die Asiatische Kragentrappe. Auch der vom Aussterben bedrohte Kahlkopfgeier kommt im Park vor und tritt meist allein oder in Gruppen von zwei oder drei Tieren auf. In den Wintermonaten sind der Mönchsgeier und der Gänsegeier häufig anzutreffen.
An Spinnen wurden 28 Arten aus 13 bzw. 21 verschiedenen Familien und Gattungen verzeichnet, darunter die Wolfspinnenart Lycosa madani, die Echte Webspinnenart Uroctea indica, die Schwarzspinnenart Zelotes desioi sowie die Steinplattenspinnenarten Drassodes parvidens und Drassodes luridus.

Tiere im Desert-Nationalpark
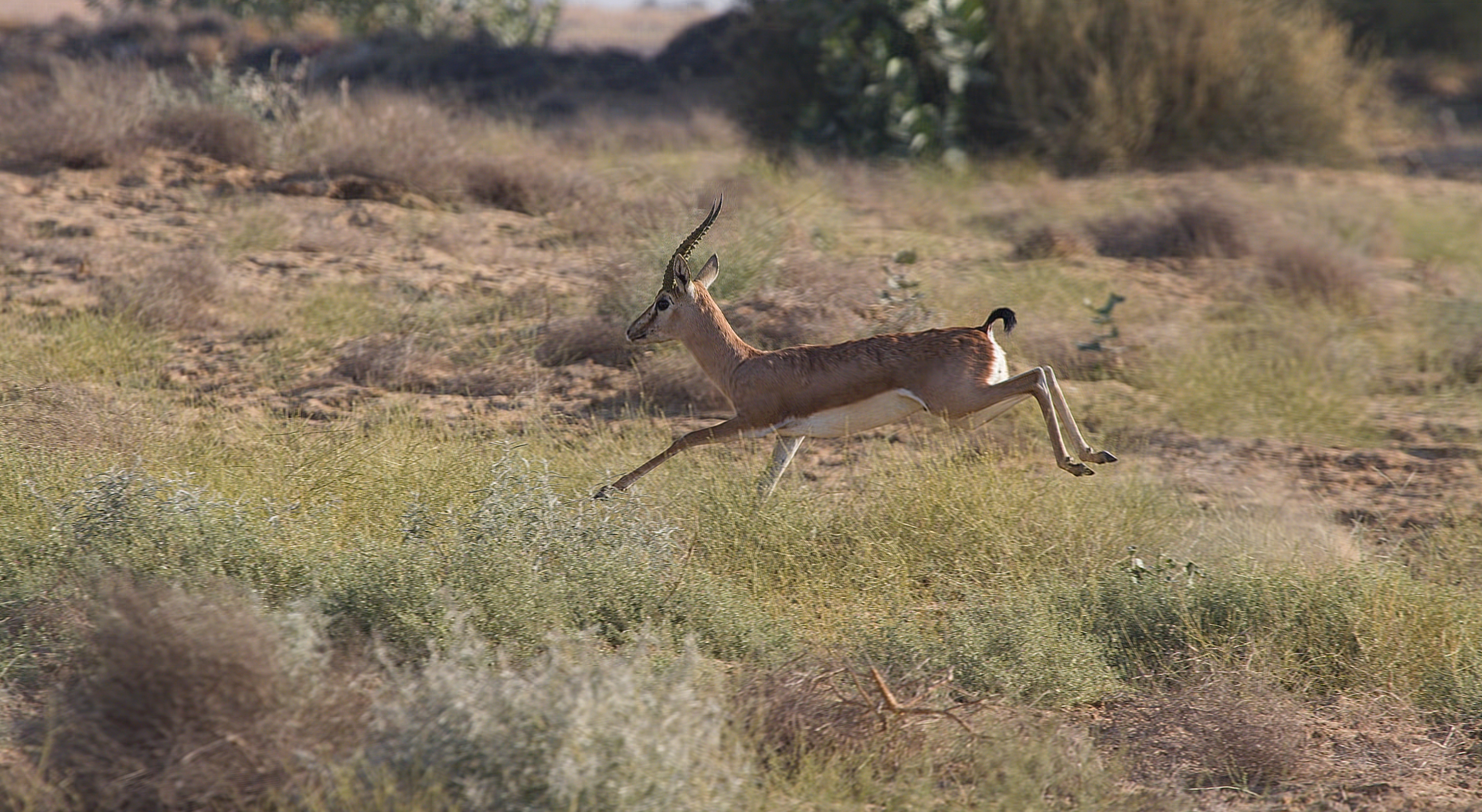
Die Indische Gazelle ist im Park häufig anzutreffen
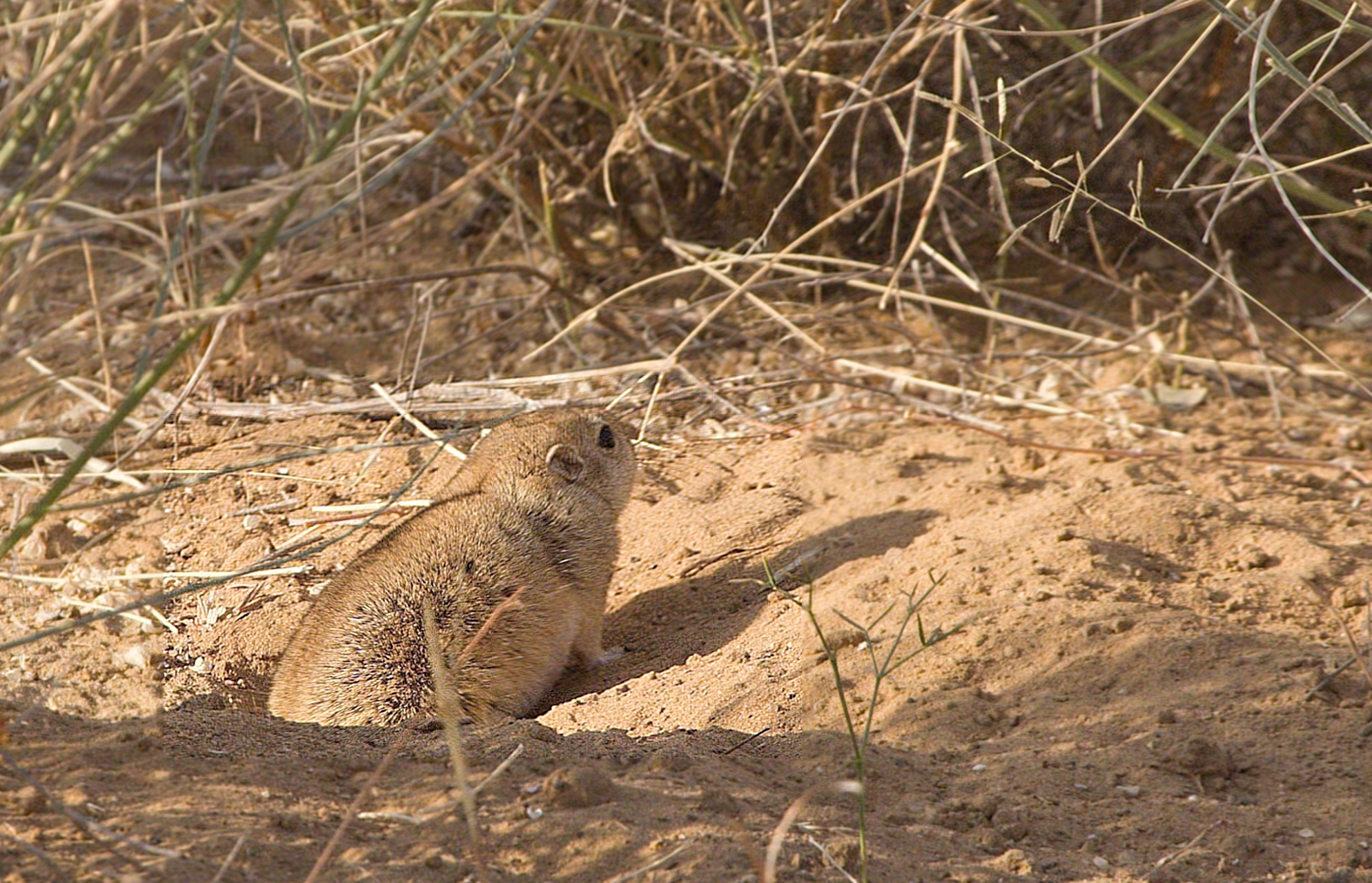
Indische Wüstenrennratte (Meriones hurrianae)
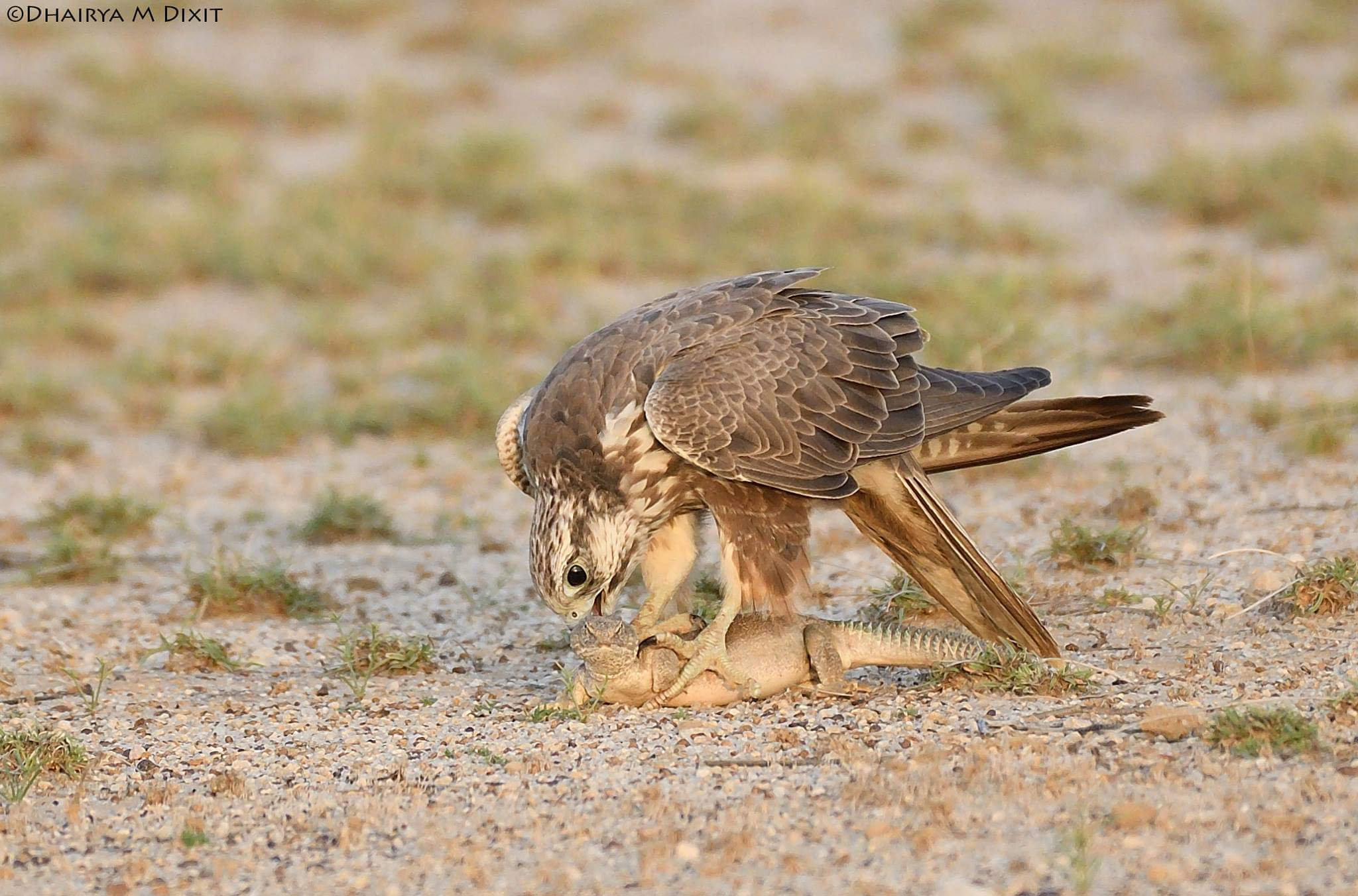
Laggarfalke mit erbeuteter Dornschwanzagame
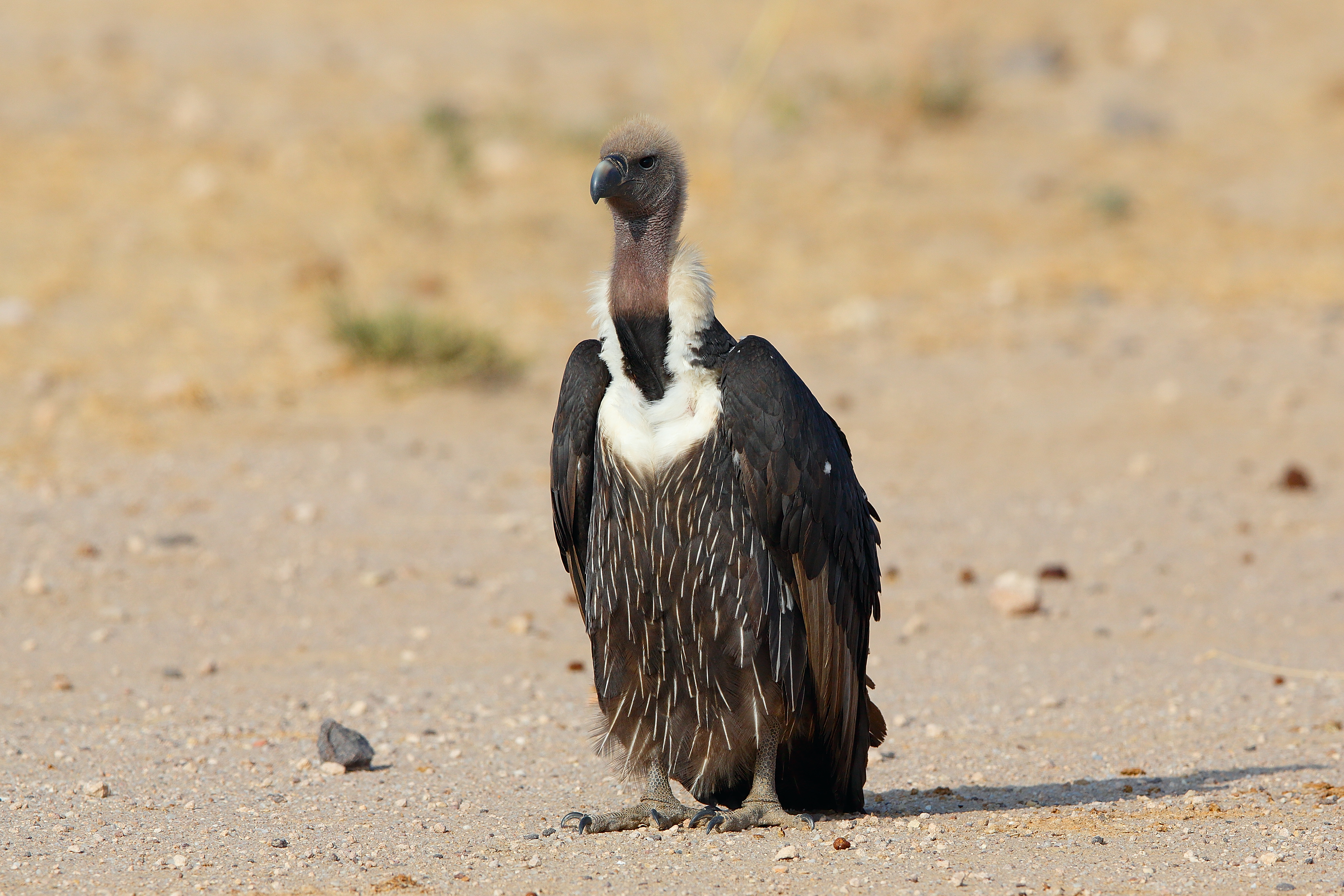
Bengalgeier – die Art ist vom Aussterben bedroht
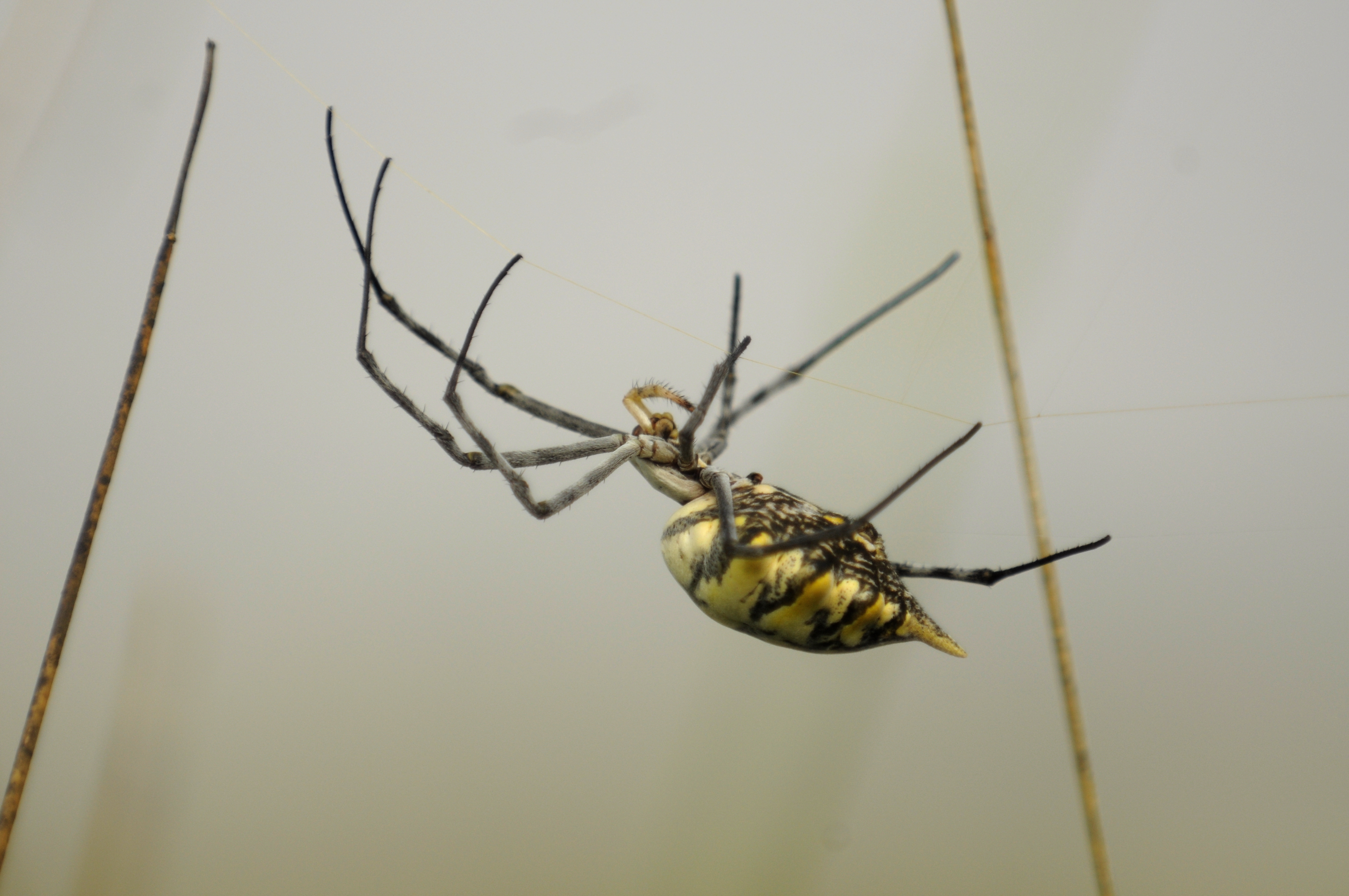
Spinne aus der Gattung Argiope

## Tourismus
Zu den touristischen Angeboten im Park zählen Jeep- und Kamelsafaris. Die nächstgelegene Stadt ist Jaisalmer.